# آبرومند
آبرومند، روستای از توابع بخش مرکزی شهرستان بهار در استان همدان در دامنهٔ کوه الوند است.

## جمعیت
براساس سرشماری مرکز آمار ایران در سال ۱۳۹۵، جمعیت آن ۱۷۴۵ نفر (۵۲۳خانوار) بوده است.

## وجه‌تسمیه
واژهٔ آبرومند یک اصطلاح است که پس از انقلاب فقط برای اینکه اظهار نظری شده باشد بر روی این روستا گذاشته شده، هیچ منبع رسمی و اسناد مکتوب این عنوان را تأیید نمی‌کنند.
از قدیم نام این روستا به‌صورت‌های آرامَد، آرابند و «آرامند» تلفّظ گشته، توجیه آرابند شاید صحیحتر باشد چون که رود سِیمینه‌رود که از قلل کوهستانی این دهکده نشأت می‌گیرد و به رود قره‌سو می‌پیوندد، باید معبر یا پلی دو طرف رود را به هم وصل نماید. پُل یا بندی که دو طرف حاشیهٔ رود را به هم ارتباط می‌دهد در اصطلاح عامیانه آرابند یعنی بند واسط گفته شده است.
موقعیت روستا در دامنهٔ الوند بطرف جنوب و غرب امتداد دارد و آخرین نقطهٔ مرزی و گردنهٔ اسدآباد در این ناحیه قرار گرفته و شاید اصطلاح آذری «آرامَد» یادگار دوران مادها باشد چون این عبارت در حقیقت به معنای آرا ماد یعنی مرز میان ماد با کشور همسایه است.

ضلع شرقی پل‌شاه. (ناصرالدین‌شاه قاجار از طریق این پل به کرمانشاه سفر می‌نموده است)

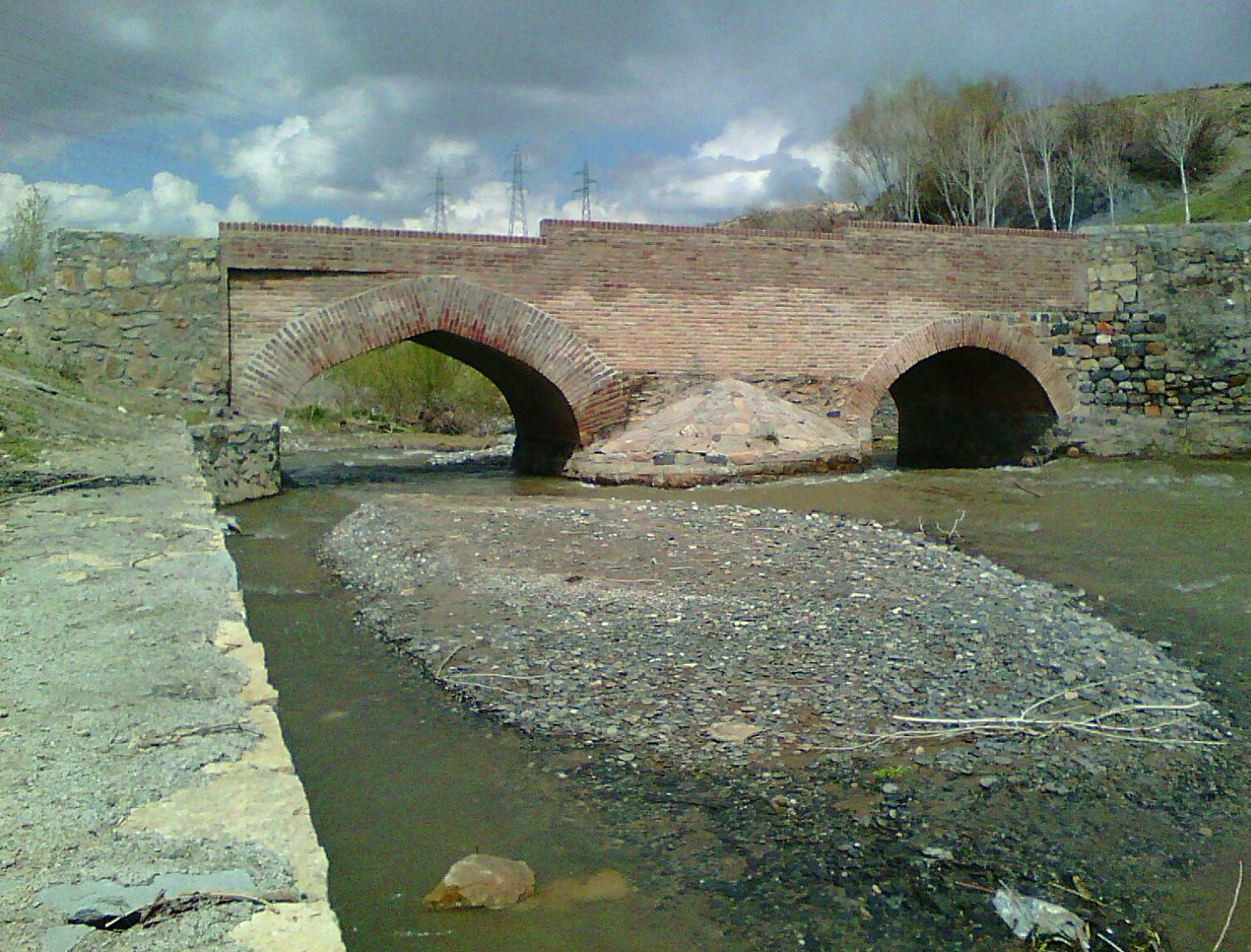
ضلع غربی پل‌شاه، بعد از مرمت

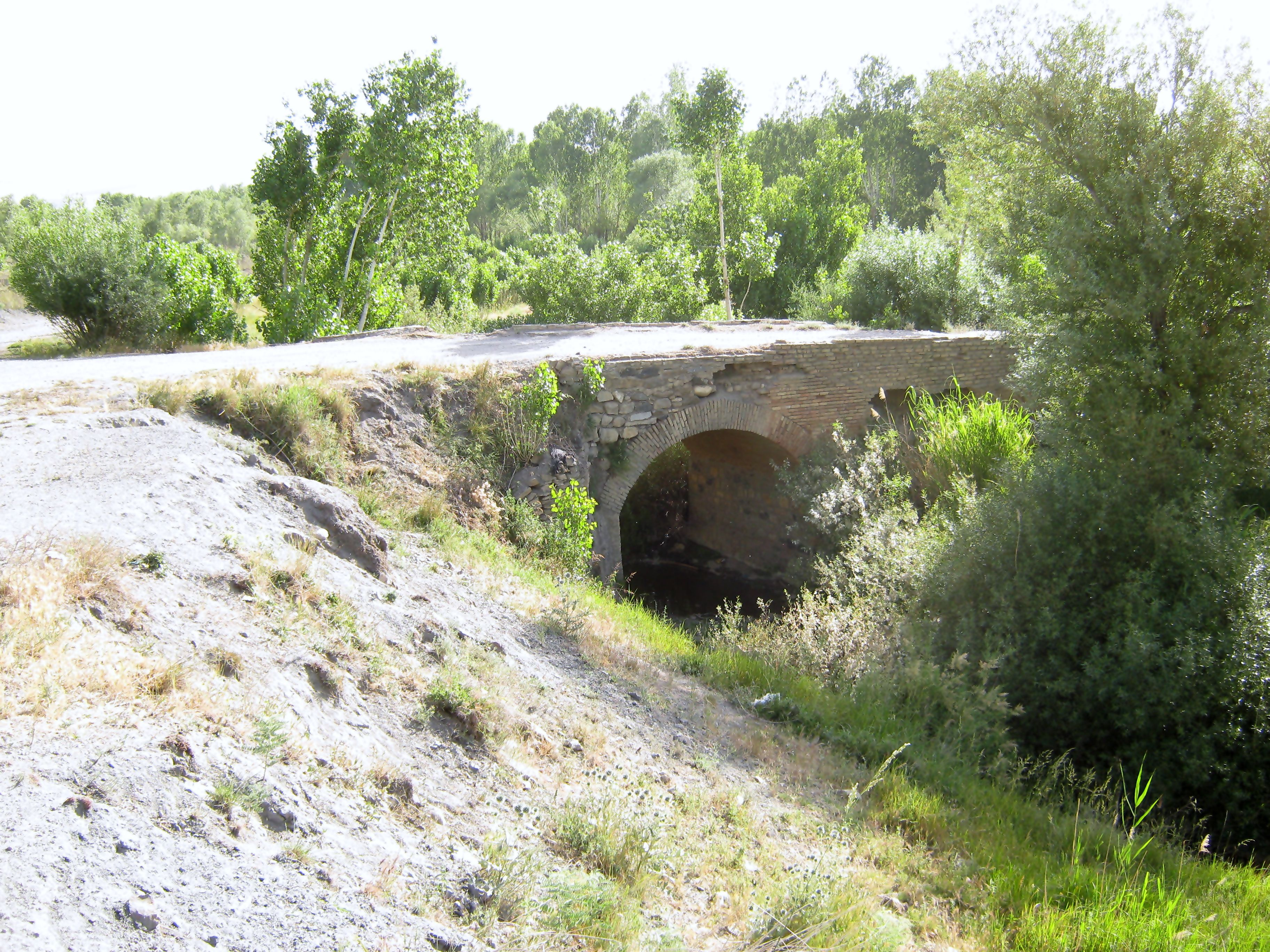
ضلع غربی پل‌شاه، پیش از مرمت